# Rolf Sprink

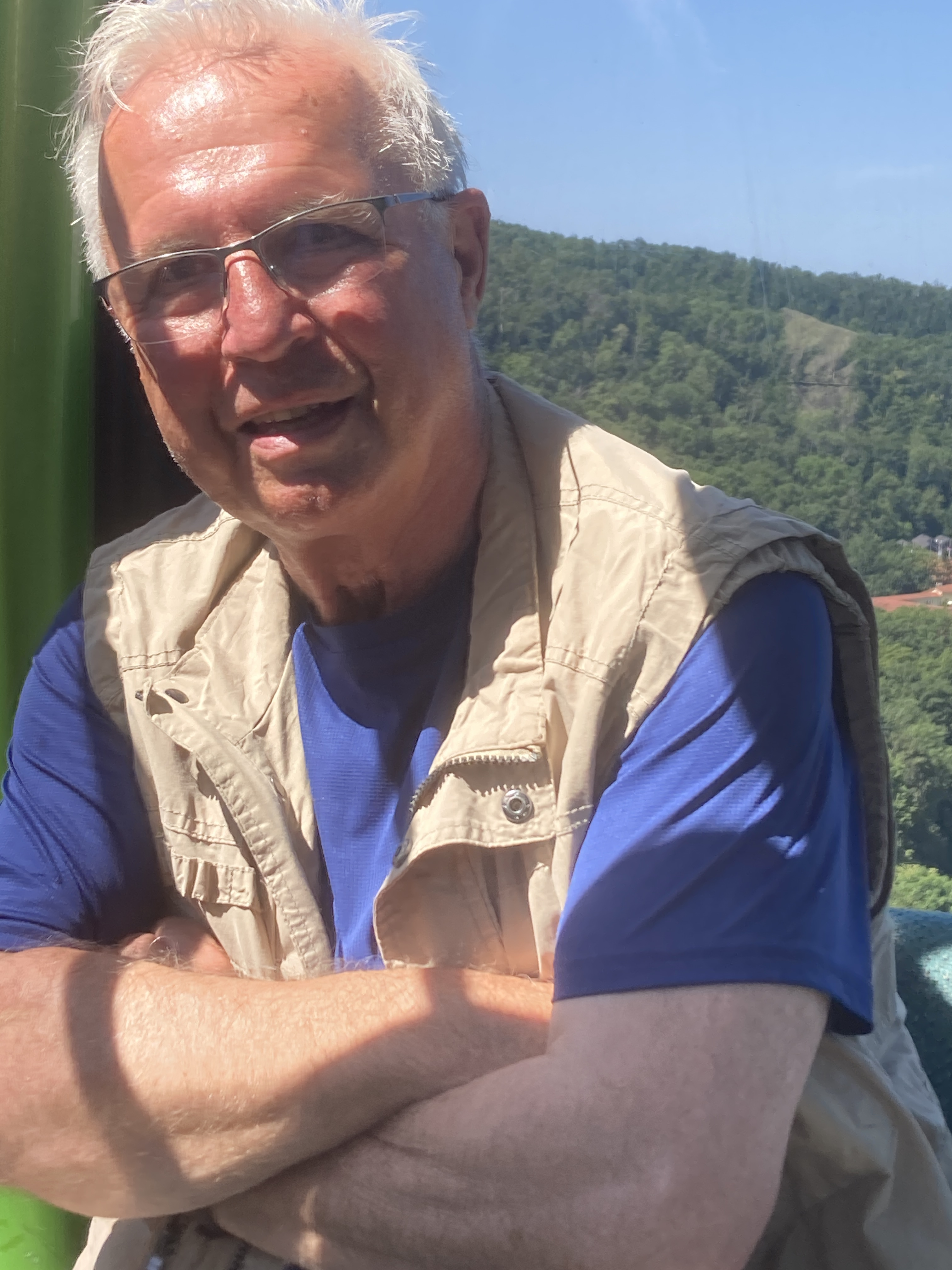
Rolf Sprink im Juni 2025

Rolf Sprink (* 16. April 1950 in Görlitz) ist ein ehemaliger Verleger und war Volkshochschuldirektor in Leipzig.

## Leben und Wirken
Rolf Sprink wuchs zusammen mit drei jüngeren Geschwistern in der Familie des Dramaturgen und Intendanten Eberhard Sprink und seiner Frau Edith, geb. Cott, in Görlitz, Dresden, Bautzen und Ost-Berlin auf. 1968 erwarb er in Bautzen das Abitur. Danach studierte er Ethnologie und Soziologie in Leipzig. Von 1973 bis 1990 war er Lektor im F. A. Brockhaus-Verlag Leipzig und im Tourist Verlag Berlin/Leipzig mit den Schwerpunkten Stadt- und Kulturgeschichte, Regionalkunde, Biografien. Von 1968 bis 1990 gehörte er dem Akademischen Orchester an der Universität Leipzig als Pauker an.
Rolf Sprink stand dem DDR-System entschieden oppositionell gegenüber. Er engagierte sich in der evangelischen Kirche und gehörte in Leipzig der Bezirkssynode Leipzig-West an. Im Herbst 1989 wurde er Mitglied der Redaktion des Neuen Forums, war Mitbegründer des Forum Verlags Leipzig, den er bis zur Umwandlung in eine GmbH zunächst als Privatunternehmen führte. Seit 1992 war er als Referent zuständig für die Ökumenische Stadtakademie Leipzig, ein Bildungswerk Leipziger Kirchen. Ab 1996 bis zu seinem Ruhestand 2015 hatte er die Funktion des Direktors der traditionsreichen Leipziger Volkshochschule inne. Hier engagierte er sich besonders für politische Bildung und Geschichte der Erwachsenenbildung sowie für die denkmalgerechte Rekonstruktion des Gebäudes. Er gehörte dem Vorstand des Sächsischen Volkshochschulverbandes an und war zeitweilig Sprecher des Arbeitskreises der Großstädtischen Volkshochschulen Deutschlands, Österreichs und der Schweiz. Ehrenamtlich ist er u. a. in der Initiativgruppe Tag der Friedlichen Revolution – Leipzig 9. Oktober 1989 tätig.
Rolf Sprink ist verheiratet. Er hat zwei Kinder und fünf Enkelkinder. Sein Bruder ist der Heimatforscher Claus-Dieter Sprink.

## Schriften (Auswahl)
Rolf Sprink war im Brockhaus- und Tourist Verlag als Lektor an der Herausgabe mehrerer Publikationen beteiligt. Als Autor trat er mit zahlreichen Veröffentlichungen in Zeitschriften, Sammelbänden und in Einzelpublikationen zum Themenkreis Volkshochschule und Erwachsenenbildung in Erscheinung.
Als Autor
- 75 Jahre Volkshochschule Leipzig 1922-1997 zusammen mit Thomas Adam et al. Stadt Leipzig, Volkshochschule 1997
- Die Volkshochschule Leipzig zwischen 1986 und 1994 – Transformationen einer lernenden Organisation. Pro Leipzig 2007
- Volkshochschule zusammen mit Rita Süssmuth. VS Verlag für Sozialwissenschaften, Wiesbaden 2009 und 2010
- Ein Jahrhundert Kooperation in der Weiterbildung zwischen Volkshochschule und Universität zusammen mit Arne Meisel. Leipziger Universitätsverlag 2010
- Lernen im Denkmal. Die bauliche Rekonstruktion der Leipziger Volkshochschule 2000 bis 2012, Stadt Leipzig, Volkshochschule 2020
- Rittergut Sahlis, Manuskript 2021
- Die `Leipziger Richtung´ in der Erwachsenenbildung der Weimarer Republik. Bedeutung und Akteure. Klemm + Oelschläger 2022
- Erinnerungen an die Montagsdemonstrationen 1989 in Leipzig, veröffentlicht in der Erinnerungswerkstatt Norderstedt

Als Herausgeber
- Neues Forum Leipzig. Jetzt oder nie - Demokratie! Leipziger Herbst '89, zusammen mit Reinhard Bohse, Grit Hartmann, Ulla Heise, Josef Kurz, Ameli Möbius, Forum Verlag, 1989, ISBN 3-86151-001-4